# Марченко Олег Вікторович
Оле́г Ві́кторович Ма́рченко — підполковник Збройних сил України, учасник російсько-української війни.

## З життєпису
2010 року майор Олег Марченко брав участь в навчаннях «Взаємодія-2010».
Станом на березень 2017-го — заступник начальника відділення, Військово-медичний клінічний центр Центрального регіону. З дружиною, донькою та сином проживають у Вінниці.

## Нагороди
21 серпня 2014 року — за особисту мужність і героїзм, виявлені у захисті державного суверенітету та територіальної цілісності України, вірність військовій присязі під час російсько-української війни, відзначений — нагороджений орденом Данила Галицького.